# Rafael Grünenfelder
Rafael Grünenfelder (sinh ngày 20 tháng 3 năm 1999) là một cầu thủ bóng đá người Liechtenstein hiện đang thi đấu ở vị trí hậu vệ cho câu lạc bộ Balzers và Đội tuyển bóng đá quốc gia Liechtenstein.

## Sự nghiệp thi đấu quốc tế
Grünenfelder ra mắt quốc tế cho Liechtenstein vào ngày 25 tháng 3 năm 2021 trong trận đấu thuộc khuôn khổ Vòng loại giải vô địch bóng đá thế giới 2022 gặp Armenia.

## Đời tư
Grünenfelder được sinh ra tại Vaduz, và anh cũng được cấp quốc tịch Thụy Sĩ.

## Thống kê sự nghiệp

### Quốc tế
Tính đến 26 tháng 9 năm 2022
| Liechtenstein | Liechtenstein | Liechtenstein |
| Năm           | Số trận       | Bàn thắng     |
| ------------- | ------------- | ------------- |
| 2021          | 9             | 0             |
| 2022          | 7             | 0             |
| Tổng cộng     | 16            | 0             |